# Лауверсмер (національний парк)
Національний парк Лауверсмер (нід. Nationaal Park Lauwersmeer) — національний парк у провінціях Фрисландія та Гронінген у Нідерландах. Він складається з південної та східної частин Лауверсмер (раніше Лауверсзее). Будучи частиною голландської заповідної зони Ватового моря, він був внесений до Списку світової спадщини ЮНЕСКО за його видатне біорізноманіття та велику, відносно незайману приливну екосистему.

## Географія
На півночі Нідерландів річка Лауверс утворює частину східно-західного кордону між провінціями Фрисландія та Гронінген. Лауверс тече з півдня на північ у Ватове море. Лауверсмер — це його гирло, яке з'єднується з морем шлюзом у Лауверсогу. Національний парк складається з більшої частини Лауверсмер і розташований у фризьких муніципалітетах Донгераділ і Коллумерланд у Фрисландії та муніципалітеті Де Марн у Гронінгені.

## Історія
25 травня 1969 року Лауверсове море було закрите та відокремлене від Ватового моря, з тих пір воно називається Лауверсмер.
Лауверсмер поступово перетворився на прісноводне озеро, з'явилася нова флора і фауна. Щоб захистити цю нову та молоду природну територію, 12 листопада 2003 року Лауверсмер став національним парком.

## Тваринний і рослинний світ
Серед представників флори — зозулька плямиста пурпурна і білозір.
Серед птахів, що живуть у цьому районі, є косар, лунь лучний, синиця вусата та синьошийка. На зиму сотні тисяч птахів мігрують у цю територію, як-от євразійський свищ, лебідь чорнодзьобий та казарка білощока.
Щоб зберегти ландшафт відкритим, крім звичайних коней і корів, використовуються великі пасовищні тварини, такі як коні породи польський коник і велика рогата худоба породи Гайленд.